# Liu Ou
Liu Ou (chiń. 刘鸥; ur. 13 listopada 1986 w prowincji Guangdong) – chińska pływaczka synchroniczna, trzykrotna medalistka olimpijska.
W 2008 startowała na letnich igrzyskach olimpijskich w Pekinie, podczas których brała udział w rywalizacji drużyn. W tej konkurencji udało się wywalczyć brązowy medal dzięki rezultatowi 97,334 pkt. Cztery lata później startowała na letnich igrzyskach olimpijskich w Londynie, biorąc tam udział w rywalizacji zarówno duetów, jak i drużyn. W konkurencji duetów Chinka wywalczyła brązowy medal dzięki rezultatowi 192,87 pkt, natomiast w rywalizacji drużynowej wywalczyła srebrny medal dzięki uzyskanemu rezultatowi 194,01 pkt.
Począwszy od 2007 roku, trzykrotnie startowała w mistrzostwach świata (Melbourne, Rzym, Szanghaj). W Rzymie wywalczyła 1 srebrny medal i 2 brązowe, natomiast w Szanghaju 3 srebrne.